# Raster Design
Raster Design è un software per l'elaborazione delle immagini raster (composte da pixel) all'interno di AutoCAD.
Prodotto direttamente da Autodesk, si presenta come un'aggiunta alla linea di prodotti basati su AutoCAD, e quindi si può installare direttamente in AutoCAD, AutoCAD MAP 3D, AutoCAD Architecture, AutoCAD Mechanical e tutti gli altri prodotti simili.

## Scopi di Raster Design
Lo scopo principale di questo software è meglio integrare i disegni digitalizzati in formato raster con la parte vettoriale di AutoCAD. Per esempio è utile per lavorare con le scansioni da scanner di tavole tecniche, con le foto aeree, con le mappe e le immagini da satellite, con le immagini tridimensionali (modelli di elevazione digitali - DEM), permettendo anche la modifica diretta di tutti questi oggetti in AutoCAD.
AutoCAD, senza Raster Design, permette di inserire immagini raster all'interno del disegno, ma non dispone di funzioni per la loro modifica, pixel per pixel, o per sfruttare eventuali dati di georeferenziazione allo scopo di automatizzare il loro posizionamento e scalatura. Raster Design al contrario potenzia AutoCAD, permettendo di utilizzare eventuali dati di georeferenziazione presenti nel raster, anche salvando tali dati dopo averli modificati, e dispone di strumenti per elaborare i pixel del raster e i loro colori. 
AutoCAD Raster Design risulta utile soprattutto a chi si avvale di AutoCAD per lavori di G.I.S. e cartografia, perché permette di elaborare e integrare meglio nel CAD le mappe raster, le immagini da satellite e le ortofoto.

## Filtro e modifica delle immagini
Uno degli scopi raggiunti da Raster Design è poter modificare direttamente le immagini in AutoCAD, senza dover disporre di programmi esterni di fotoritocco.
Si possono ritagliare le immagini e salvarne una copia ritagliata, si possono cancellare parti di un'immagine, si può regolare l'immagine, per esempio per aumentarne il contrasto o convertirla in bitonale, si possono modificare le voci della tavolozza di colori per le immagini basate su tavolozza, per esempio per rielaborarle eliminando i pixel di un determinato colore assimilandoli allo sfondo.
In Raster Design sono disponibili dei filtri sull'immagine simili a quelli che di base tipicamente si trovano nei programmi di fotoritocco, per esempio per regolare la sfocatura o evidenziare le variazioni di tono.
Raster Design permette di modificare le immagini tramite la procedura "foglio di gomma", ovverosia spostando una serie di punti di riferimento nell'immagine su punti di coordinate note, e deformandola di conseguenza. Questa funzionalità è chiaramente molto utile e importante per chi lavora su cartografie raster e foto aeree.

## Vettorializzazione o manipolazione?
Raster design è dotato di un modulo di vettorializzazione, ovverosia un modulo per convertire da raster a grafica vettoriale, ma questo non è certo il suo scopo principale, in quanto la vettorializzazione è solo semi-automatica e si basa sulla selezione manuale delle curve raster.
In realtà questo software esprime il suo massimo manipolando l'immagine in quanto tale, per esempio trattando le linee e gli archi raster come entità REM (raster entity manipulation). Le entità REM sono oggetti di Raster Design composti da pixel, ma modificabili tramite i cosiddetti "grip" di AutoCAD, quindi tramite la medesima modalità con cui si possono modificare le entità vettoriali di AutoCAD come le linee e i cerchi. In questo modo non si effettua propriamente alcuna vettorializzazione e il risultato finale rimane un raster, pur con la comodità di lavorare su un "semivettoriale".

## Utilizzo di mappe raster e immagini georeferenziate
Un'importante funzionalità fornita da Raster Design è gestire la georeferenziazione delle immagini. Alcune immagini contengono informazioni che permettono di inserirle correttamente, in termine di posizione, rotazione e scala, all'interno di disegni e mappe creati con AutoCAD e con AutoCAD MAP. 
Se si utilizza AutoCAD MAP insieme a Raster Design, il software è in grado di considerare eventuali conversioni fra sistemi geografici di coordinate: AutoCAD MAP dispone infatti di funzionalità per i sistemi di coordinate che si integrano con la capacità di Raster Design di individuare nell'immagine le informazioni di georeferenziazione ed eventualmente modificarla per adattarla con la procedura del "foglio di gomma". Un esempio di utilizzo può essere l'elaborazione di mappe in cui devono interagire dati con diversi sistemi di coordinate, come le coordinate latitudine-longitudine, molto diffuse per i sistemi GPS, che utilizzano in genere il sistema di coordinate WGS84, la proiezione di Gauss-Boaga e le proiezioni UTM.
Se si dispone invece di un'immagine non georeferenziata, dopo averla posizionata e scalata correttamente all'interno di una mappa, in modo da sovrapporla adeguatamente alla parte vettoriale, è possibile con Raster Design esportare le informazioni di georeferenziazione così ricavate. In questo modo i successivi inserimenti dell'immagine in altre mappe verranno effettuati automaticamente con la corretta georeferenziazione.

## Versioni
Ogni versione di AutoCAD ha una corrispondente versione di Raster Design. Dal 2004 ogni anno è uscita una nuova versione di AutoCAD e quindi anche la corrispondente versione di Raster Design. Non è possibile installare Raster Design su un AutoCAD di una versione differente, per esempio non si può installare Raster Design 2013 su AutoCAD 2012, ma solo su AutoCAD 2013.
Raster Design prima della versione 2004 si chiamava AutoCAD Overlay.